# Заселване на селските райони
„Заселване на селските райони“ (на испански: Carga de rurales) е мексикански късометражен документален ням филм от 1896 година, заснет от френския режисьор Габриел Вейре. Това е един от първите известни филми, които са произведени в Мексико. На оцелелите кадри, с времетраене около 14 секунди, се виждат две групи конници, които препускат покрай стара стена.